# Harrassowitz Verlag
Pour les articles homonymes, voir Verlag.
Harrassowitz Verlag est une maison d'édition académique allemande, basée à Wiesbaden. Elle publie environ 250 livres et périodiques scientifiques par an sur les études orientales, slaves et bibliothécaires. La maison d'édition fait partie de la société Otto Harrassowitz GmbH & Co KG, fondée en 1872 à Leipzig par Otto Harrassowitz, éditeur de livres pour bibliothèques universitaires et de recherche.